# Vrbasbanaat

Vrbasbanaat

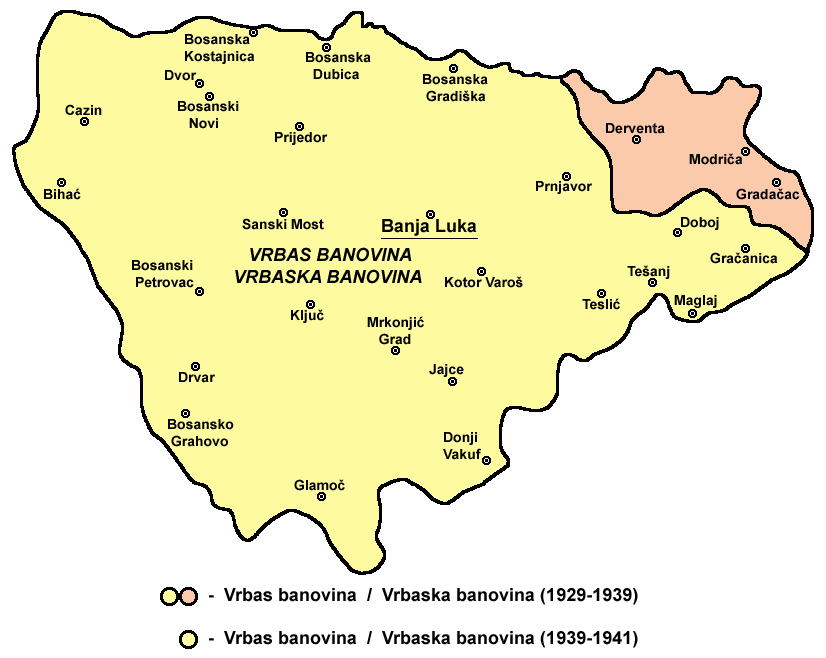
het Vrbasbanaat (1929-1941)

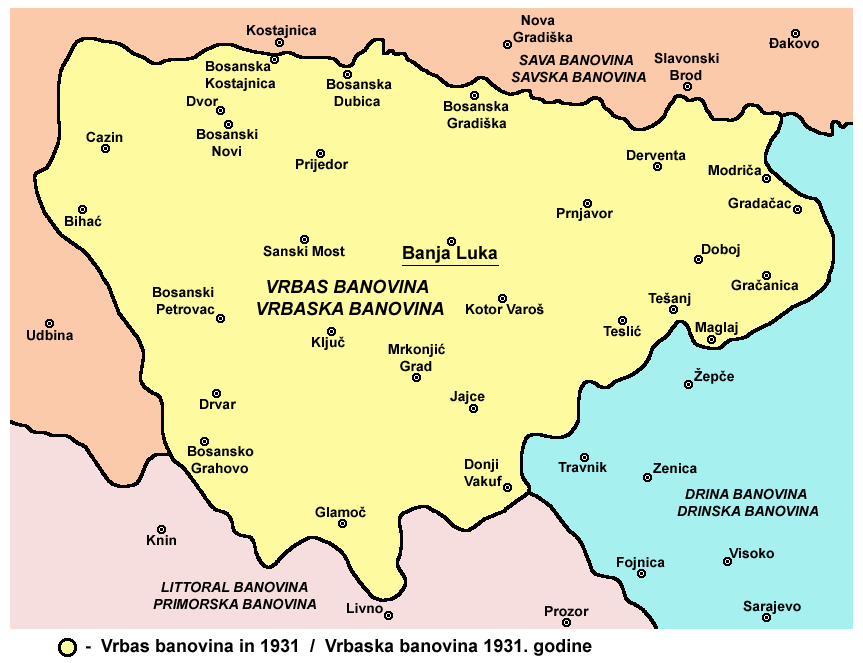
het Vrbasbanaat (1931)

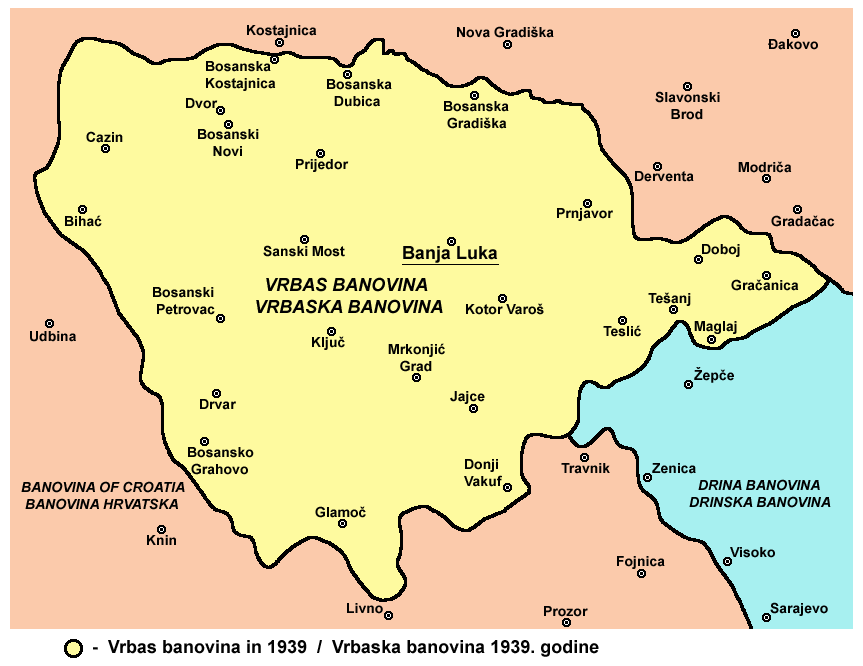
het Vrbasbanaat (1939)

Het Vrbasbanaat (Servisch, Bosnisch en Kroatisch: Врбаска бановина/Vrbaska banovina) was een provincie (banovina van het Koninkrijk Joegoslavië tussen 1929 en 1941. De provincie omvatte grote delen van het huidige Bosnië en Herzegovina en ook het district Dvor in Kroatië. Het banaat was genoemd naar de rivier de Vrbas. De hoofdstad van het Vrbasbanaat was Banja Luka.

## Geschiedenis
In 1939 verloor het banaat een klein stuk van het grondgebied aan het nieuwe Kroatische Banaat.
In 1941, tijdens de Tweede Wereldoorlog, bezetten de asmogendheden het banaat. Het werd opgeheven en ingelijfd door de Onafhankelijke Staat Kroatië. Na de oorlog werd het gebied deel van Bosnië en Herzegovina. Het district Dvor ging naar Kroatië. In 1992 werd de regio verdeeld in de Federatie van Bosnië en Herzegovina en de Servische Republiek.